# V̌
Cette page contient des caractères spéciaux ou non latins. S’ils s’affichent mal (▯, ?, etc.), consultez la page d’aide Unicode.
V̌ (minuscule : v̌), appelé V caron, est un graphème qui a été utilisé dans l’écriture du xitsonga. Il s’agit de la lettre V diacritée d’un caron.

## Utilisation
Le v caron a été utilisé en xitsonga, notamment dans l’orthographe de la Bible de 1929 (réimprimée en 1982).

## Représentations informatiques
Le V caron peut être représenté avec les caractères Unicode suivants :
- décomposé (latin de base, diacritiques)[1],[2] :

| formes    | représentations | chaînes de caractères | points de code | descriptions                                |
| --------- | --------------- | --------------------- | -------------- | ------------------------------------------- |
| majuscule | V̌               | V◌̌                    | U+0056 U+030C  | lettre majuscule latine v diacritique caron |
| minuscule | v̌               | v◌̌                    | U+0076 U+030C  | lettre minuscule latine v diacritique caron |